# 长脚雉鸻
長腳雉鴴（學名：Actophilornis africanus）也稱為非洲雉鴴、非洲水雉、馳雉，是鳥綱鴴形目雉鴴科非洲雉鴴属的一種。生活在非洲的水澤地帶，其較長的腿有助於牠在這樣的地帶活動。以昆蟲等小動物為食。